# Тхить Нят Хань
Тхить Нят Хань (в'єт. Thích Nhất Hạnh, трансліт. 釋 一行, вимовляється: tʰǐk ɲə̌t hâːˀɲ, слухати); також відомий як Тхіть Ньят Хань або Тит Нат Хан; в миру Нгуєн Суан Бао (в'єт. Nguyễn Xuân Bảo; 11 жовтня 1926 — 22 січня 2022) — в'єтнамський дзен-буддійський чернець, настоятель буддійського медитативного центру (Plum Village) в Дордоні (Франція), автор ряду книг з дзен-буддизму, входив у сотню найвпливовіших духовних лідерів сучасності.

## Біографія

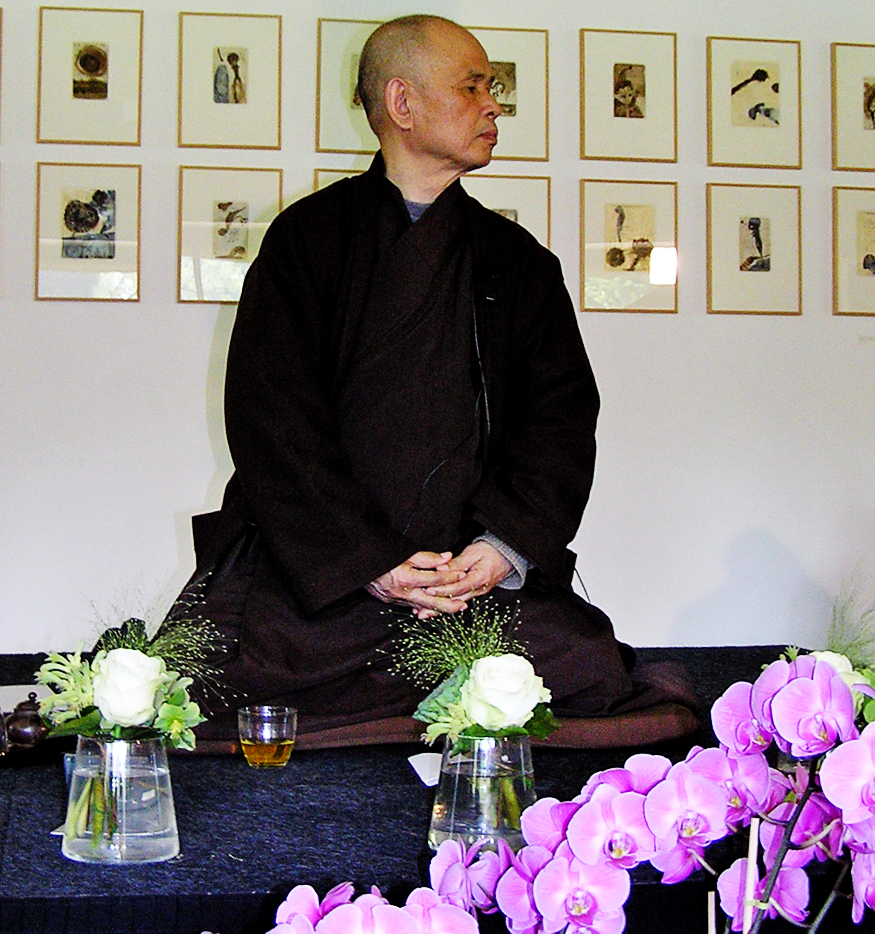
Тхить Нят Хань в Нідерландах, 2006 рік.

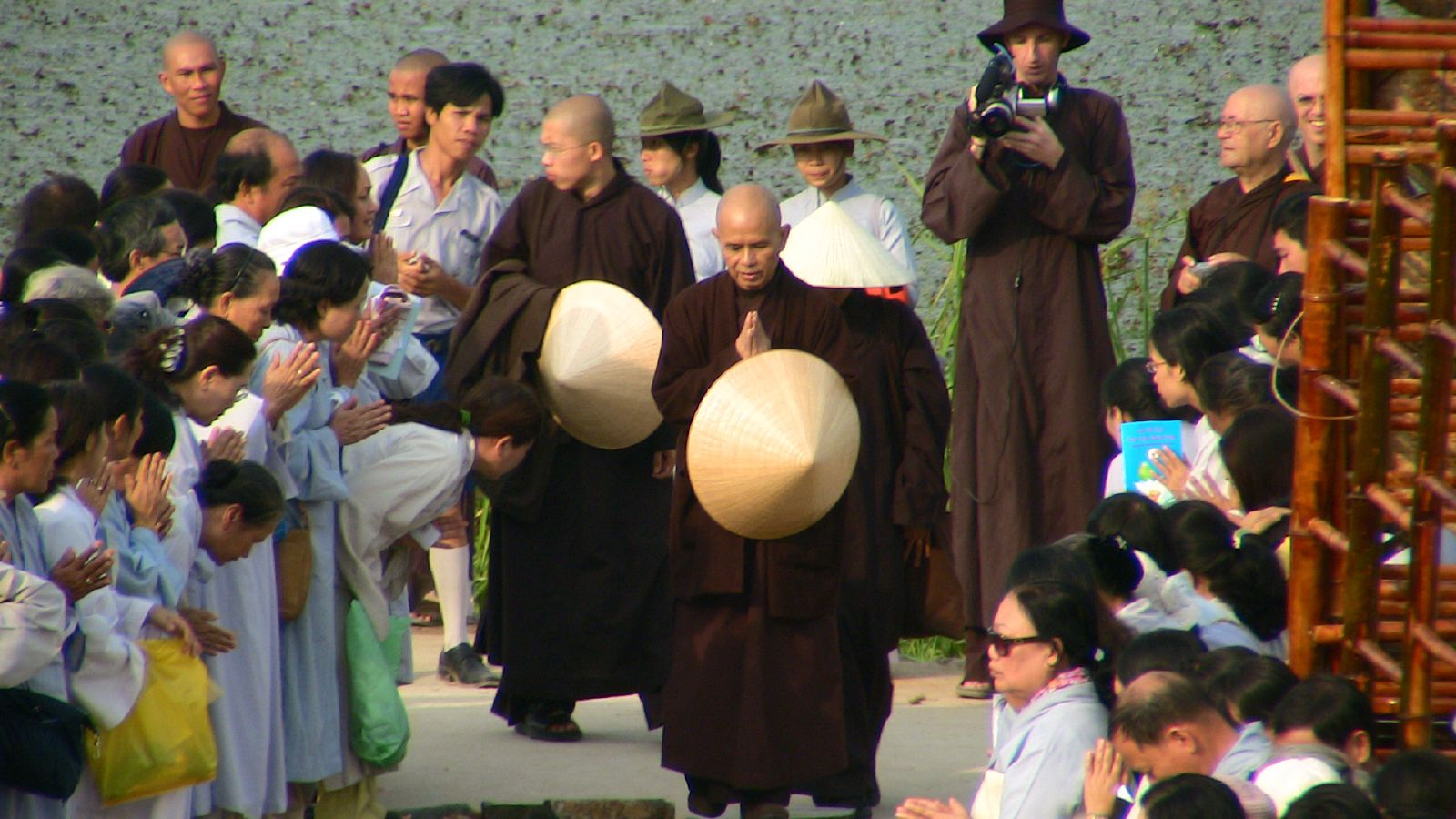
Приїзд Тхіть Нят Ханя у В'єтнам, 2007 рік.

Народився 11 жовтня 1926 року у центральному В'єтнамі. Ім'я принародженні- Нгуєн Суан Бао. У віці 16 років він вступив до монастиря храму Ту Хьєу поблизу міста Хюе, де його головним учителем був Дзен-Майстер Тхань Куї Чан Тят. Закінчив буддійську академію Бао Куок, де вивчав традиції махаяни та в'єтнамського тхієн-буддизму. У 1949 році став монахом.
У 1956 році Нят Хань був призначений головним редактором журналу «В'єтнамський буддизм», що належав Об'єднаній В'єтнамській Буддійській Асоціації (в'єт. Giáo Hội Phật Giáo Việt Nam Thống Nhất). На початку 1960-х років організував молодіжну школу соціальної допомоги (SYSS) в Сайгоні. Ця організація займалася відновленням зруйнованих в ході війни сіл, будівництвом шкіл і лікарень, допомагала бездомним.
Пізніше переїхав в США. Навчався в Колумбійському університеті, Принстоні та Сорбонні. Читав лекції в Корнельському і Колумбійському університетах.
У січні 1967 році Мартіном Лютером Кінгом був висунутий на отримання Нобелівської премії миру.
Оскільки в'єтнамський уряд заборонив йому повертатися на батьківщину, він отримав політичний притулок у Франції. Проживав у буддійській комуні Plum Village («Село слив») на півдні Франції, де викладав, писав книги, займався садівництвом і звідкіля мандрував до інших країн. Так, в'єтнамський уряд дозволив йому відвідати рідну країну в 2005 і 2007 роках.
У листопаді 2014 року Нят Хань зазнав серйозного крововиливу в мозок і був доставлений у лікарню. Після кількох місяців реабілітації після інсульту, Нят Хань був виписаний з реабілітаційної клініки лікарні університету Бордо. 11 липня 2015 року, Нят Хань направлений у Сан-Франциско, щоб пришвидшити його відновлення за допомогою інтенсивної програми реабілітації у медичному центрі UCSF. 8 січня 2016 року він повернувся до Франції.
Тхіть Ньят Хань помер у січні 2022 року у віці 95 років.

## Літературна діяльність
Автор понад 100 книг, 40 з яких англійською мовою.
У видавництві «Terra Incognita» вийшла у 2019 р. книга: Тхіть Ньят Хань «Спокій у кожному кроці. Шлях усвідомлення в повсякденному житті» (переклад Ірини Новіцької).